# اوتوشی فوروتونه گاوا
۳۵°۵۴′۲۵″شمالی ۱۳۹°۵۰′۱۲″شرقی / ۳۵٫۹۰۷۰۰۸°شمالی ۱۳۹٫۸۳۶۷۴۲°شرقی

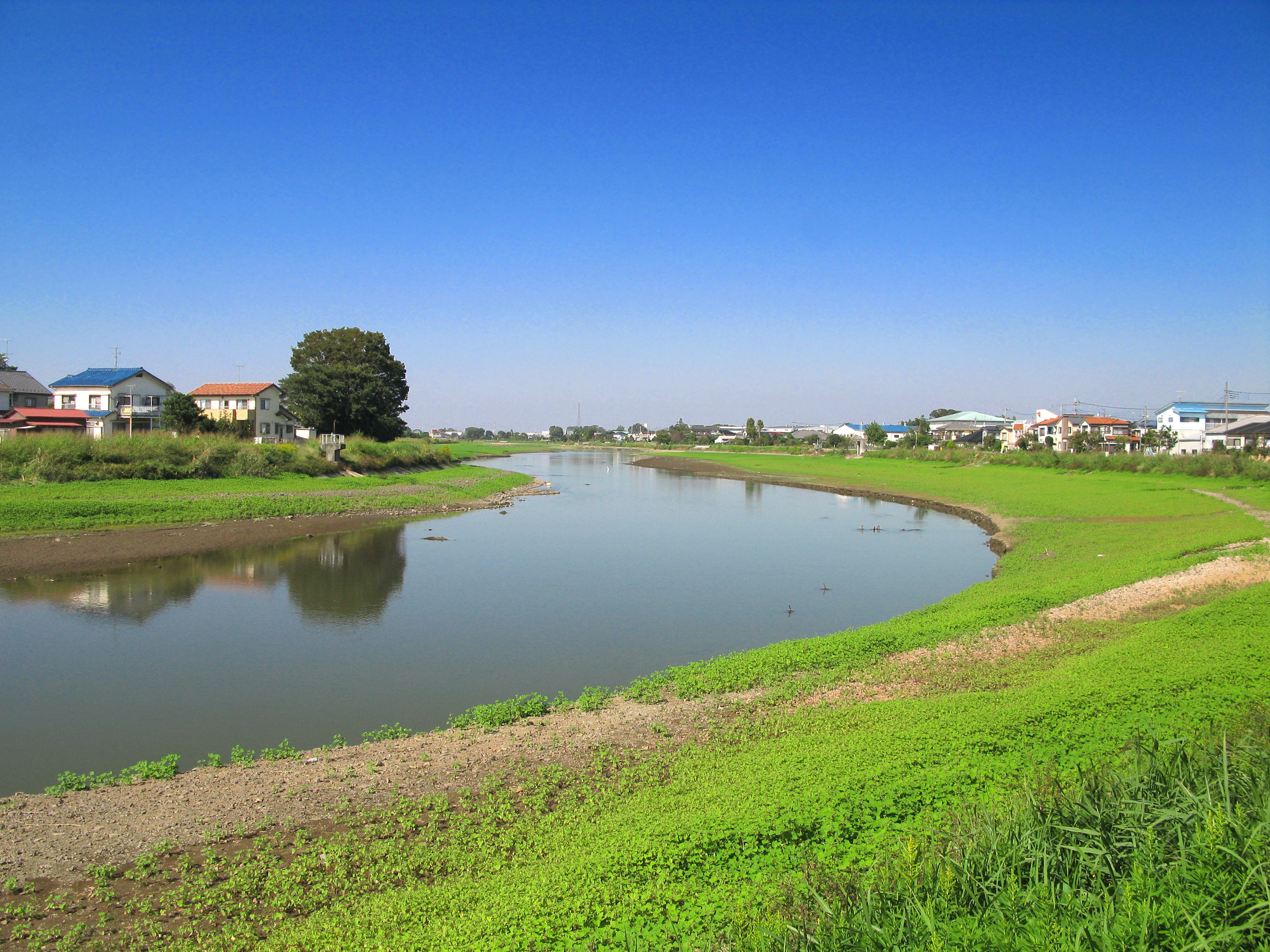
اوتوشی فوروتونه گاوا

اوتوشی فوروتونه گاوا (به ژاپنی: 大落古利根川 おおおとしふるとねがわ) در استان سایتاما جریان دارد. این رود ۲۶٫۷ کیلومتر طول دارد و در نهایت به خلیج توکیو می‌ریزد.